# Puesto en marcha
Puesto en marcha es el álbum debut como solista del guitarrista argentino Claudio Marciello, publicado en 2001 por Dejesu.

## Lista de canciones
| N.º | Título                 | Duración |  |
| 1.  | «Querido padre»        | 3:10     |  |
| 2.  | «Libre de temor»       | 3:42     |  |
| 3.  | «Toma mi mano hermano» | 4:28     |  |
| 4.  | «Banderas rojas»       | 4:25     |  |
| 5.  | «Alma»                 | 4:08     |  |
| 6.  | «Los años de plomo»    | 2:24     |  |
| 7.  | «La matanza»           | 2:55     |  |
| 8.  | «Primeros auxilios»    | 3:17     |  |
| 9.  | «Tenga mano tallador»  | 3:03     |  |
| 10. | «Insoportable»         | 3:35     |  |
| 11. | «Por el sudaca»        | 3:57     |  |